# Улріх ван Гоббел
Улріх ван Гоббел (нід. Ulrich van Gobbel, нар. 16 січня 1971, Парамарибо) — нідерландський футболіст, що грав на позиції захисника, зокрема за «Феєнорд», у складі якого — володар Кубка УЄФА 2001/02, а також національну збірну Нідерландів. По завершенні ігрової кар'єри — тренер. З 2017 року тренує молодіжну команду клубу «Феєнорд».

## Клубна кар'єра
Народився 16 січня 1971 року в суринамському Парамарибо. Вихованець юнацької академії «НАК Бреда».
У дорослому футболі дебютував 1988 року виступами за команду «Віллем II», в якій провів три сезони, взявши участь у 34 матчах чемпіонату. 
Своєю грою за цю команду привернув увагу представників тренерського штабу клубу «Феєнорд», до складу якого приєднався 1991 року. Відіграв за команду з Роттердама наступні чотири сезони своєї ігрової кар'єри. Більшість часу, проведеного у складі «Феєнорда», був основним гравцем захисту команди.
Згодом з 1995 по 1997 рік грав у Туреччині за «Галатасарай» та в англійському «Саутгемптоні».
1997 року повернувся до «Феєнорда», за який відіграв ще 5 сезонів, за результатами останнього з яких став володарем Кубка УЄФА. Завершив професійну кар'єру футболіста у 2002 році.

## Виступи за збірну
1993 року дебютував в офіційних матчах у складі національної збірної Нідерландів. Протягом кар'єри у національній команді, яка тривала 2 роки, провів у її формі 8 матчів.
У складі збірної був учасником чемпіонату світу 1994 року у США, де взяв участь в одній грі групового етапу проти Саудівської Аравії.

## Кар'єра тренера
Розпочав тренерську кар'єру, повернувшись до футболу після тривалої перерви, 2017 року, ставши тренером однієї з молодіжних команд «Феєнорда».

## Титули і досягнення
- Чемпіон Нідерландів (2):

«Феєнорд»: 1992-93, 1998-99
- Володар Кубка Нідерландів (4):

«Феєнорд»: 1990-91, 1991-92, 1993-94, 1994-95
- Володар Суперкубка Нідерландів (2):

«Феєнорд»: 1991, 1999
- Володар Кубка Туреччини (1):

«Галатасарай»: 1995-96
- Чемпіон Туреччини (1):

«Галатасарай»: 1996-97
- Володар Кубка УЄФА (1):

«Феєнорд»: 2001-2002